# Jean Salumu
Jean Salumu (ur. 26 lipca 1990 w Sint-Niklaas) – belgijski koszykarz występujący na pozycjach rzucającego obrońcy lub niskiego skrzydłowego, reprezentant kraju, obecnie zawodnik Trefla Sopot.
3 sierpnia 2022 dołączył do Trefla Sopot.
Jego brat Sylvestre jest raperem, znanym pd pseudonimem Woodie Smalls.

## Osiągnięcia
Stan na 2 stycznia 2023, na podstawie, o ile nie zaznaczono inaczej.

### Drużynowe
- Mistrz Belgii (2013–2017)
- 3. miejsce:
  - w EuroChallenge (2011)
  - podczas mistrzostw Belgii (2010)
- Zdobywca pucharu:
  - Belgii (2010, 2013–2018)
  - Polski (2023)[6]
- Finalista Pucharu Belgii (2011)
- Uczestnik międzynarodowych rozgrywek:
  - FIBA Europe Cup (2015–2017)
  - Ligi Mistrzów (2016–2018)

### Indywidualne
- MVP ligi belgijskiej (2018)
- Najlepszy belgijski zawodnik PBL (2018)
- Najbardziej obiecujący zawodnik PBL (2013)
- Zaliczony do I składu:
  - defensywnego ligi belgijskiej (2018)
  - ofensywnego ligi belgijskiej (2018)

### Reprezentacja
Seniorska
- Uczestnik:
  - mistrzostw Europy (2015 – 13. miejsce, 2017 – 19. miejsce)
  - kwalifikacji do Eurobasketu (2016)
  - europejskich kwalifikacji do mistrzostw świata (2017/2018 – 28. miejsce, 2021 – 13. miejsce)

Młodzieżowe
- Uczestnik mistrzostw Europy:
  - U–20 (2009 – 16. miejsce)
  - U–20 dywizji B (2010 – 8. miejsce)